# Ирвинг Сизар
Исидор Кайзер (англ. Isidor Keiser; 4 июля 1895[…], Нью-Йорк, Нью-Йорк — 18 декабря 1996 или 17 декабря 1996, Нью-Йорк, Нью-Йорк), больше известный как Ирвинг Сизар (англ. Irving Caesar), — американский автор песен и театральный композитор, написавший тексты для множества песен-стандартов, включая «Swanee», «Sometimes I’m Happy», «Crazy Rhythm» и «Tea for Two», одну из наиболее часто записываемых мелодий, когда-либо написанных. В 1972 году он был включен в Зал славы авторов песен.

## Биография
Ирвинг Сизар, сын Морриса Кайзера, румынского еврея, родился в Нью-Йорке, США. Его старший брат Артур Сизар был успешным голливудским сценаристом. Братья Сизар провели своё детство и юность в Йорквилле, том же районе Манхэттена, где выросли братья Маркс. Сизар знал братьев Маркс с детства. Он получил образование в Горном институте в Чаппакуа, Нью-Йорк.
За свою карьеру Ирвинг Сизар сотрудничал с самыми разными композиторами и авторами песен, включая Рудольфа Фримля, Джорджа Гершвина, Зигмунда Ромберга, Виктора Херберта, Теда Колера и Рэя Хендерсона. Два его самых известных номера, «I Want to Be Happy» и «Tea for Two», были написаны с Винсентом Юмансом для мюзикла 1925 года «Нет, нет, Нанетт». Ещё один из его самых популярных хитов, «Animal Crackers in My Soup», был популяризирован Ширли Темпл в её фильме 1935 года «Кудряшка». «Just a Gigolo», его адаптация австрийской песни 1929 года, стала хитом для Луи Примы в 1950-х годах и снова для Дэвида Ли Рота в 1980-х.
В конце 1930-х вместе с композитором Джеральдом Марксом он написал знаменитую серию детских песен, посвященных безопасности. Сизар сотни раз появлялся в школах, исполняя сборники «Песни о безопасности», «Песни о дружбе» (вдохновленные Организацией Объединённых Наций, посвященные миру во всем мире, расовой терпимости и дружбе) и «Песни о здоровье».
Сизар входил в совет директоров организации по защите прав исполнителей ASCAP с 1930 по 1946 год и снова с 1949 по 1966 год. Он был основателем Гильдии авторов песен Америки. Он умер в возрасте 101 года в Нью-Йорке 18 декабря 1996 года.